# Бразький муніципальний стадіон
Бразький муніципальний стадіон (порт. Estádio Municipal de Braga) — стадіон у місті Бразі, на півночі Португалії. Був збудований спеціально до Чемпіонату Європи з футболу 2004. За бюджетом це один з найдорожчих португальських стадіонів — він коштував португальським платникам податків понад 83 млн. євро, насамперед, за унікальністю своєї архітектури — адже стадіон розташований у гірській скелі на околицях міста. Цей тридцятитисячний стадіон має лише дві трибуни, дах яких з'єднаний паралельними сталевими канатами. Є домашнім стадіоном місцевого футбольного клубу «Брага».
З 9 червня 2007 року у назві стадіону присутнє ім'я страхової компанії AXA, в свою чергу компанія погодилася бути спонсором клубу протягом трьох років.

## Євро-2004
Під час Чемпіонату Європи з футболу 2004 стадіон приймав два групових матчі за участю збірних команд Болгарії, Данії, Нідерландів та Латвії:
| Дата      | Матч                | Рахунок | Раунд          |
| --------- | ------------------- | ------- | -------------- |
| 18 червня | Болгарія — Данія    | 0:2     | Матч групи «C» |
| 23 червня | Нідерланди — Латвія | 3:0     | Матч групи «D» |

## Галерея

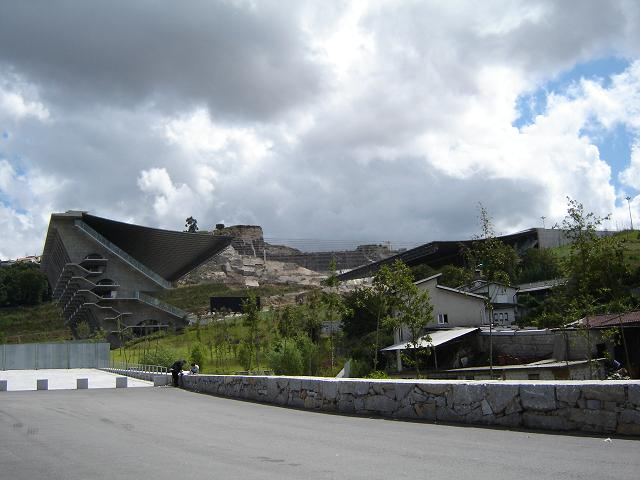
Зовнішній вигляд стадіону
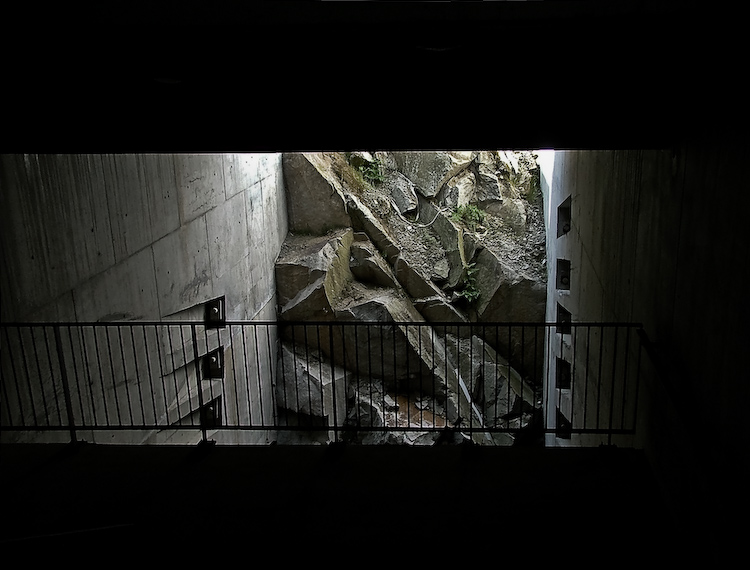
Елемент гірської скелі на стадіоні
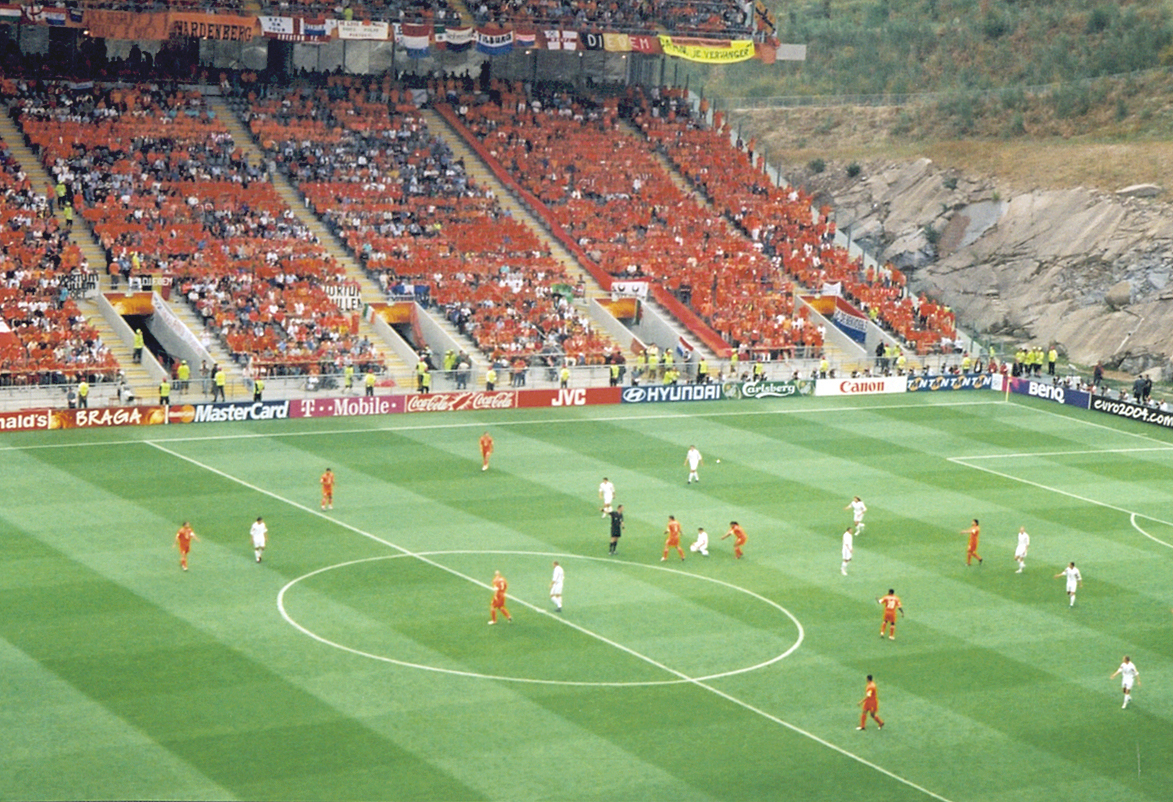
Стадіон під час гри між збірними Нідерландів та Латвії
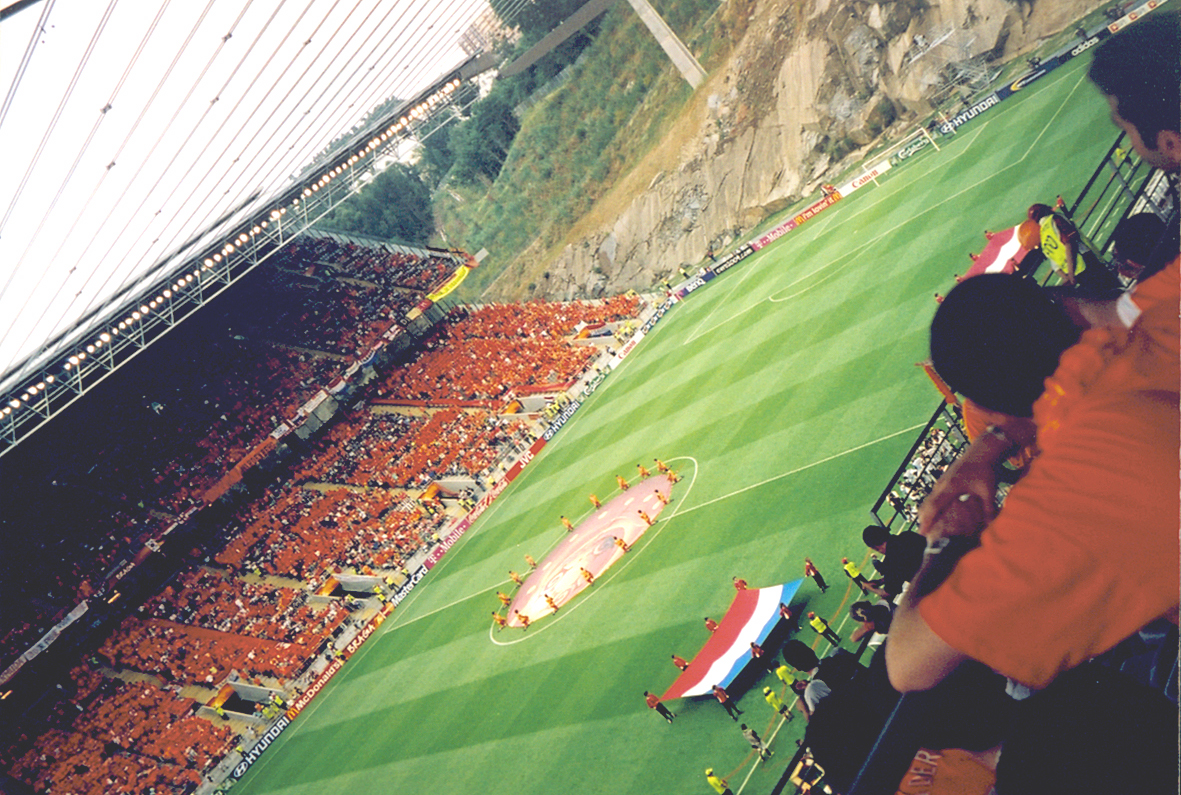
Елемент гірської скелі (праворуч)